# Ляйп, Ганс
Ганс Ляйп (нем. Hans Leip, 22 сентября 1893, Гамбург — 6 июня 1983, коммуна Заленштайн в кантоне Тургау, Швейцария) — немецкий художник, писатель и поэт, автор текста песни «Лили Марлен», которую называли «шлягером всех времён и народов».

## Жизненный путь

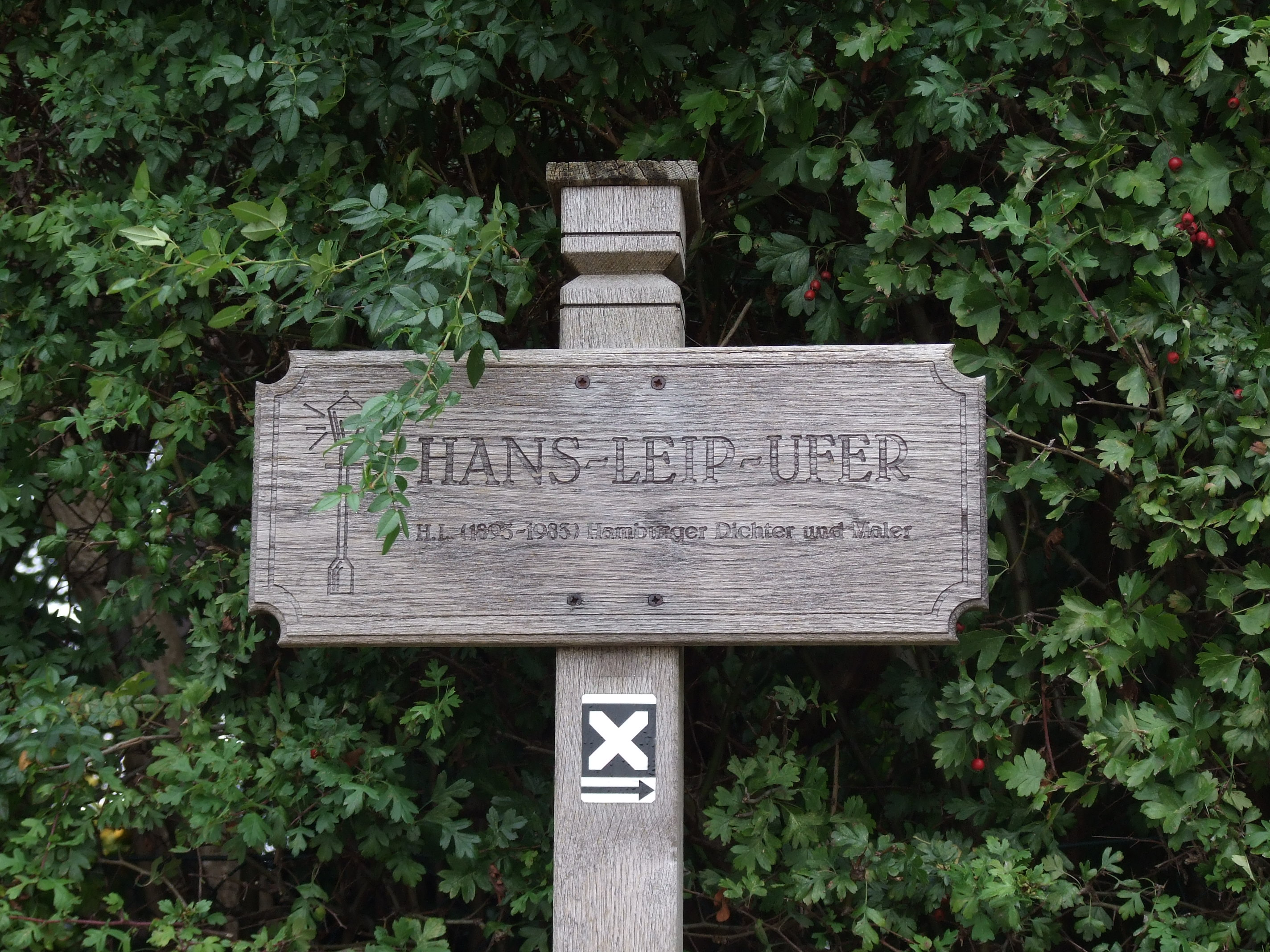
Набережная Ганса Ляйпа в Гамбурге

Ганс Ляйп вырос в Гамбурге, отец его, бывший моряк, работал докером в порту. В 1900 году Ганс пошёл в начальную школу, с 1905 года учился в семинарии, в 1909—1914 годах посещал подготовительное отделение учительского института. Получив право преподавать предметы спорта и религии, в 1914 году начал работать учителем в гамбургской школе.
В 1915 году Ганса Ляйпа призвали в армию, в Берлине он проходил стрелковую подготовку, затем был направлен на Восточный фронт, служил также в Карпатах. После ранения в 1917 году Ганс был признан негодным к дальнейшей службе, он вернулся к профессии учителя, начав одновременно публиковать свои рассказы в газетах Гамбурга и пробовать силы в качестве художника-графика. Потрясения революционного периода нашли отражение в рисунках Ляйпа, которые были куплены для Кунстхалле в Гамбурге.
20 июля 1918 года Ганс женился на Лине Штельман (нем. Lina Stellmann, 1895—1969). После рождения первой дочери в 1920 году супруги разошлись. Причиной такого шага послужило увлечение Ляйпа кукловодом Клэр Попп (нем. Cläre Popp, 1896—1978), ставшей его музой и компаньоном. В это время Ляйп опубликовал с успехом две свои первые иллюстрированные книги, устроил первую масштабную выставку своих гравюр и рисунков.
В двадцатые годы Ляйп много путешествовал по Южному Тиролю и Доломитовым Альпам, совершал поездки в Италию, Северную Африку, Испанию, Португалию, был в Париже, Лондоне и Нью-Йорке, привозил с собой многочисленные путевые зарисовки и эскизы.
Во время Второй мировой войны он жил сначала в Гамбурге и Северной Германии, затем возле Боденского озера и в Тироле. Некоторое время работал в крупном издательстве в Иберлингене, затем вернулся в Тироль.
В послевоенное время работал на радио и телевидении, жил главным образом в Швейцарии, скончался на 90-м году жизни.

## Творчество
Первая выставка его графических работ открылась в 1919 году, в 1920 году была издана первая книга, которую, как и многие последующие, Ляйп проиллюстрировал сам. В своей художественной деятельности он любил использовать разные графические и живописные техники, создавал свой кукольный театр, придумывал эскизы костюмов к карнавалам и уличным праздникам, пробовал себя в скульптуре.
Литературное творчество художник не отделял от комплексных проектов, которые разрабатывал. С детства Ганс мечтал о морских путешествиях. Не имея реальной возможности их осуществить, посвящал этой теме романы про пиратов с собственными иллюстрациями. Успех пришел в 1925 году, когда его пиратский роман был награждён призом Кёльнской газеты. Литературное наследие Ганса Ляйпа состоит из стихов, пьес, рассказов, романов, в которых преобладают темы моря и мореплавания. В ранних работах заметно влияние экспрессионизма.
Его развлекательные повествования имели большой успех у читателей и зрителей. Разные композиторы перекладывали его стихи на музыку. Ляйп был соавтором радиопостановок и киносценариев, например, мюзикла «Гаспароне» (1937), где снимались известные артисты Эдит Шольвер, Марика Рёкк, Йоханнес Хестерс и другие. 1 сентября 1942 года Гитлер наградил его наряду с другими пятидесятью писателями и сценаристами Крестом за военные заслуги 2-й степени без мечей.
Изданную в 1947 году иллюстрированную детскую книгу «Волшебный корабль в дальнем плавании» (нем. Zauberschiff auf großer Fahrt) Ляйп посвятил своим дочерям, которых звали Грита, Лора, Хильда и Агата (нем. Grita, Lore, Hilde und Agathe).
Некоторое время Ганс Ляйп входил в немецкое отделение ПЕН-клуба, с 1950 года был членом Немецкой академии языка и поэзии в Дармштадте, а с 1951 года — членом Свободной академии искусств в Гамбурге.

## «Лили Марлен»
Всемирную известность принесла Гансу Ляйпу песня «Лили Марлен», текст которой своей жизненной убедительностью задевал людей. История её появления и успеха связана с двумя войнами.
В годы Первой мировой войны восемнадцатилетний Ганс зарифмовал свои личные переживания перед отправкой на фронт, когда стоял (в 1915 году) на посту в Берлине. Согласно одной из версий, прообразом девушки из стихотворения была племянница Зигмунда Фрейда — Лили Фрейд, которую любил Ганс Ляйп, но она ушла к актёру Арнольду Марле. По другой версии — это собирательный образ двух девушек, в которых Ганс попеременно влюблялся.
Впервые эти стихи опубликовали только через 22 года, в 1937 году, а вскоре после этого их положили на музыку сразу два композитора Цинк, Рудольф и Норберт Шульце. Песня на музыку Норберта Шульце первоначально называлась «Девушка под фонарём». Переименованная в «Лили Марлен», эта песня в исполнении Лале Андерсен и Марлен Дитрих во время Второй мировой войны стала известной и любимой среди солдат по обе стороны фронта. Особенно широкую популярность «Лили Марлен» приобрела благодаря «Солдатскому радио Белграда», которое передавало песню ежедневно в 21:55 и вещало также на Африканский корпус.
В результате тираж распроданных пластинок превысил миллион экземпляров. Впоследствии Дуайт Эйзенхауэр назвал Ганса Ляйпа «единственным немцем, доставившим радость всему человечеству за годы мировой войны».
Текст песни был переведен на 48 языков и во многих странах имел по нескольку вариантов. Популярность «Лили Марлен» сравнивали с успехом у советских солдат песни «Катюша» или стихотворения Симонова «Жди меня».
Участники сопротивления нацизму в самой Германии переделывали слова «Лили Марлен» на антигитлеровские.

Оригинальный текст (нем.)Unter der Laterne vor der Reichskanzlei hängen alle Bonzen, der Führer hängt dabei. Und alle Leute bleiben stehn, sie wollen ihren Führer sehn!
«Под фонарем перед Рейхсканцелярией повешены все бонзы, фюрер висит среди них. И все люди останавливаются, они хотят видеть своего лидера!» 
Журналист и писатель Лев Копелев с 1941 года знал наизусть оригинальный текст Ганса Ляйпа, даже пел «Лили Марлен» своему другу Генриху Бёллю и доказывал ему пацифистский характер песни. По рассказам Льва Копелева, советские пропагандисты запускали из динамиков свои «перелицовки» немецкого текста песни. Согласно одной из версий, служивший в Отделе пропаганды при Политуправлении 2-го Белорусского фронта Лев Копелев сочинил свою пародию на «Лили Марлен», которую транслировали для немцев. Этот текст не сохранился, неизвестно также его воздействие на германские войска.
Иосиф Бродский в 1960-е годы исполнял свой вариант «Лили Марлен» на квартирных вечеринках, где бывали Анна Ахматова, Анатолий Найман. Бродский считал немецкую песню полуфольклорной. В издании сочинений поэт предпослал свой перевод пояснением: «Из неизвестного автора (с немецкого)». Юрий Абызов предположил, что перевод Бродского стал компиляцией из фрагментов оригинала текста и пародийных строф, которые сочиняли советские пропагандисты.
На вопрос «Во что Вы верите?», часто задаваемый автору в связи с текстом этой песни, Ганс Ляйп отвечал, в частности:

Оригинальный текст (нем.)Ich glaube, die größte Sünde ist, Leid mutwillig zu vermehren. Die Allergrößte aber, jemanden einen Glauben aufzuzwingen. Alle Kriege, ganz gleich ob ein noch so hehrer Vorwand sie entfacht, sind seit eh und je nichts als Raub und Mord, Verbrennen und Verbrechen.
«Я уверен, что великий грех — умышленно умножать страдания. Но ещё больший — навязывать кому-то свою веру. Все войны, какими бы благородными побуждениями они ни прикрывались, никогда не были ничем иным, кроме испепеления, грабежа, убийств и преступлений». 
Видеозаписи:
- «Лили Марлен» в исполнении Марлен Дитрих (нем.)
- Песня с текстом Ганса Ляйпа в титрах (нем.)
- «Шлягер всех времён и народов» (рус.) текст Бродского.

## Сочинения на немецком языке
Ганс Ляйп создал множество литературных произведений.
- Laternen, die sich spiegeln, Altona u. a. 1920.
- Die Segelfähre, Altona u. a. 1920.
- Die Brücke Tuledu, 1920.
- Der betrunkene Lebenskelch, Altona 1921.
- Der Pfuhl, München 1923.
- Godekes Knecht, Leipzig 1925.
- Tinser, Leipzig 1926.
- Die Nächtezettel der Sinsebal, Hamburg 1927.
- Der Nigger auf Scharhörn, Hamburg 1927.
- Altona, die Stadt der Parks an der Elbe, Altona 1928.
- Brevier um fünf, Hamburg 1928.
- Miß Lind und der Matrose, München 1928.
- Die Blondjäger, Berlin 1929.
- Der Gaukler und das Klingelspiel, Hamburg 1929 (unter dem Namen Li-Shan Pe)
- Die getreue Windsbraut, Bremen 1929.
- Herodes und die Hirten, Berlin 1929.
- Untergang der Juno, Hamburg 1930.
- Von Großstadt, hansischem Geist, Grüngürtel, Schule und guten Wohnungen in Hamburg, Hamburg 1931.
- Unbedenkliche und bedenkliche Bemerkungen und Anekdoten den Ablauf von hundert Jahren «Hamburger Künstlerverein von 1832|Hamburger Künstlerverein» betreffend in Hundert Jahre Hamburger Kunst, Hamburg 1932 (Digitalisat)
- Kolonie, Berlin 1932.
- Die Klabauterflagge oder Atje Potts erste und höchst merkwürdige große Fahrt, Leipzig 1933 (Insel-Bücherei 448)
- Die Lady und der Admiral, Hamburg 1933.
- Segelanweisung für eine Freundin, Hamburg 1933.
- Strandgeflüster, Altona 1933.
- Hamburg, Bielefeld u. a. 1934.
- Herz im Wind, Jena 1934.
- Jan Himp und die kleine Brise, Hamburg 1934.
- Max und Anny, Hamburg 1935.
- Wasser, Schiffe, Sand und Wind, Kassel 1936 (zusammen mit Fritz Lometsch)
- Fähre VII, Hamburg 1937.
- Die kleine Hafenorgel, Christian Wegner Verlag Hamburg 1937
- Begegnung zur Nacht, Stuttgart 1938.
- Liliencron, Stuttgart 1938.
- Das Schiff zu Paradeis, Hamburg 1938.
- Die Bergung, Stuttgart 1939.
- Brandung hinter Tahiti, Hamburg 1939.
- Ein hamburgisch Weihnachtslied, Hamburg 1939.
- Das Muschelhorn, Stuttgart 1940.
- Idothea oder Die ehrenwerte Täuschung, Stuttgart 1941.
- Eulenspiegel. Abwandlungen eines alten Themas, Stuttgart 1941 (mit Radierungen von Roswitha Bitterlich)
- Kadenzen, Stuttgart 1942.
- Die Laterne, Stuttgart 1942.
- Der Gast, Stuttgart 1943.
- Das trunkene Stillesein, Hamburg 1944.
- Der Widerschein, Stuttgart 1944.
- Ein neues Leben, Stuttgart 1946.
- Das Zauberschiff, Hamburg 1946.
- Barabbas, Hamburg 1947.
- Das Buxtehuder Krippenspiel, Berlin u. a. 1947.
- Heimkunft, Hamburg 1947.
- Der Mitternachtsreigen, Hamburg 1947.
- Rette die Freude, Flensburg u. a. 1947.
- Frühe Lieder, Hamburg 1948.
- Abschied in Triest, Hamburg 1949.
- Drachenkalb singe, Hamburg 1949.
- Lady Hamiltons Heimreise, München 1950.
- Die Sonnenflöte, Braunschweig 1952.
- Die Groggespräche des Admirals von und zu Rabums, München 1953.
- Die unaufhörliche Gartenlust, Hamburg 1953.
- Der große Fluss im Meer, München 1954.
- Des Kaisers Reeder, München 1956.
- Störtebeker, Weinheim/Bergstr. 1957.
- Und irgendwo die Steppe, Burg Hohenkrähen 1957.
- Bordbuch des Satans, München 1959.
- Glück und Gischt, Hannover 1960.
- Hol über, Cherub, Bremen 1960.
- Hamburg, Zürich 1962.
- Hamburg Juli 1943, Hamburg 1963.
- Pentamen, Olten 1963.
- Die Taverne zum musischen Schellfisch, München 1963.
- Der tote Matrose, Lübeck u. a. 1964.
- Ein halbes Jahrhundert Hamburg, Sprendlingen b. Frankfurt a. M. 1965.
- Sukiya oder Die große Liebe zum Tee, Düsseldorf u. a. 1965.
- Am Rande der See, Hamburg 1967.
- Garten überm Meer, Hamburg 1968.
- Hans Leip, Hamburg 1968.
- Aber die Liebe, Hamburg 1969.
- Das ist Konstanz, Konstanz 1976 (zusammen mit Heinz Finke)
- Hans Leip: Gleichschaltung im PEN Club in Hamburg. In: Rolf Italiaander (Hrsg.): Wir erlebten das Ende der Weimarer Republik: Zeitgenossen berichten. Droste, Düsseldorf 1982, ISBN 3-7700-0609-7, S. 179.
- Das Tanzrad oder Die Lust und Mühe eines Daseins, Frankfurt/M. u. a. 1979.
- Das Hans-Leip-Buch, Hamburg 1983.
- Trischen, Hamburg 1989.
- Noch ist die Sonne wach, Hamburg 1990.
- Über die Kunst des Erzählens und weitere Vorträge, Hamburg 1991.
- Kurzgedichte, Hamburg 1992.
- Himmel über Pellworm, Hamburg 1993.
- Sieben Lieder der Hilgesill, Hamburg 1994.
- Fenster überm Strom, Hamburg 1995.
- Tage- und Nächtebuch der Hamburger Puppenspiele, Kiel 2005.